# Olympische Winterspiele 1976/Teilnehmer (Andorra)
| Gelbes Symbol für Goldmedaillen mit stilisierten Olympischen Ringen | Graues Symbol für Silbermedaillen mit stilisierten Olympischen Ringen | Braundes Symbol für Bronzemedaillen mit stilisierten Olympischen Ringen |
| ------------------------------------------------------------------- | --------------------------------------------------------------------- | ----------------------------------------------------------------------- |
| —                                                                   | —                                                                     | —                                                                       |

Andorra nahm an den Olympischen Winterspielen 1976 im österreichischen Innsbruck mit einer Delegation von fünf alpinen Skifahrern teil.
Es war die erste Teilnahme Andorras bei Olympischen Winterspielen.

## Teilnehmer nach Sportarten

### Ski Alpin
Männer
- Xavier Areny
Abfahrt: DNF
Riesenslalom: DNF
Slalom: DNF
- Antoine Crespo
Abfahrt: 54. Platz – 1:58,72 min
Riesenslalom: DNF
Slalom: DNF
- Carlos Font
Abfahrt: 62. Platz – 2:01,75 min
Riesenslalom – 1. Lauf: 2:11,03 min / Platz 76; 2. Lauf: 2:14,62 min / Platz 48; gesamt: 4:25,65 min / Platz 48
Slalom: 38. Platz – 2:56,52 min
- Antoni Naudi
Slalom: DNF
- Esteve Tomas
Riesenslalom: DNF

## Weblink
- Olympiamannschaft Andorras 1976 in der Datenbank von Sports-Reference (englisch; archiviert vom Original)